# Only the Horses
"Only the Horses" – drugi singel z czwartego albumu amerykańskiej grupy pop dance Scissor Sisters zatytułowanego Magic Hour. Utwór został wydany za pośrednictwem iTunes Store 13 kwietnia 2012 w Europie, a 13 maja ukazał się fizycznie w Wielkiej Brytanii.
Teledysk do singla ukazał się 19 kwietnia 2012 roku, a jego reżyserią zajęli się Hiro Murai i Lorenzo Fonda.

## Lista utworów
Singel
1. "Only the Horses" - 3:39

EP
1. "Only the Horses" - 3:43
2. "Only the Horses" (Calvin Harris Extended Mix) - 4:32
3. "Only the Horses" (Max Sanna & Steve Pitron Remix) - 7:27
4. "Magic Hour Medley" - 4:29

US Remixes EP
1. "Only the Horses" (Max Sanna & Steve Pitron Remix) - 7:27
2. "Only the Horses" (Horsepower Remix) - 6:46
3. "Only the Horses" (Louis Brodinski Remix) - 4:38
4. "Only the Horses" (Cyantific & Dimension Remix) - 4:18

12-inch single
1. "Only the Horses" - 3:42
2. "Only the Horses" (Calvin Harris Extended Mix) - 4:28
3. "Only the Horses" (Max Sanna & Steve Pitron Mix Edit) - 3:48
4. "Only the Horses" (Max Sanna & Steve Pitron Club Mix) - 7:23

## Notowania
| Lista (2012)                   | Najwyższa pozycja |
| ------------------------------ | ----------------- |
| Belgian Flanders Singles Chart | 2                 |
| Belgian Wallonia Singles Chart | 33                |
| Irish Singles Chart            | 32                |
| Szkocja                        | 7                 |
| UK Singles Chart               | 12                |

## Historia wydania
| Kraj              | Data wydania     | Format                       | Wytwórnia |
| ----------------- | ---------------- | ---------------------------- | --------- |
| Australia         | 13 kwietnia 2012 | Singel                       | Polydor   |
| Finlandia         | 13 kwietnia 2012 | Singel                       | Polydor   |
| Francja           | 13 kwietnia 2012 | Singel                       | Polydor   |
| Japonia           | 13 kwietnia 2012 | Singel                       | Polydor   |
| Nowa Zelandia     | 13 kwietnia 2012 | Singel                       | Polydor   |
| Norwegia          | 13 kwietnia 2012 | Singel                       | Polydor   |
| Hiszpania         | 13 kwietnia 2012 | Singel                       | Polydor   |
| Szwecja           | 13 kwietnia 2012 | Singel                       | Polydor   |
| Szwajcaria        | 13 kwietnia 2012 | Singel                       | Polydor   |
| Australia         | 13 maja 2012     | EP                           | Polydor   |
| Niemcy            | 13 maja 2012     | EP                           | Polydor   |
| Irlandia          | 13 maja 2012     | EP                           | Polydor   |
| Nowa Zelandia     | 13 maja 2012     | EP                           | Polydor   |
| Wielka Brytania   | 13 maja 2012     | EP                           | Polydor   |
| Stany Zjednoczone | 15 maja 2012     | Digital download, Remixes EP | Polydor   |